# Joe Talbott
Joe Talbott est un producteur, réalisateur, scénariste, monteur et acteur américain né le 2 novembre 1973 à Annapolis, Maryland (États-Unis).

## Filmographie

### comme producteur
- 1995 : Waterman
- 1995 : The Salon
- 1999 : The Pitch
- 2000 : Eat Me!
- 2003 : Tell Us

### comme réalisateur
- 1995 : Waterman
- 1998 : The Yard
- 2000 : Eat Me!
- 2001 : Special Mike & Honey Girl
- 2003 : Tell Us

### comme scénariste
- 1995 : Waterman
- 1998 : The Yard
- 2000 : Eat Me!
- 2001 : Special Mike & Honey Girl

### comme monteur
- 1995 : Waterman

### comme acteur
- 1999 : The Pitch : Gunter